# Exincourt
Exincourt est une commune française située dans le département du Doubs, la région culturelle et historique de Franche-Comté et la région administrative Bourgogne-Franche-Comté.

## Géographie

### Description
Exincourt est une commune pavillonnaire de la banlieue sud-est de Montbéliard, située à 16 km au sud de Belfort, 70 km au nord-est de Besançon, à une soixantaine à l'ouest de Bâle et à une douzaine de la frontière franco-suisse.
Elle est desservie par l'autoroute A36 et accueille une partie du pôle industriel de l'usine PSA de Sochaux.
La ville est desservie par le réseau de transports en commun de Pays de Montbéliard Agglomération : la ligne 3 du bus à haut niveau de service de Montbéliard et plusieurs lignes du réseau Évolity.

### Hydrographie
La commune est drainée par l'Allan, un sous-affluent du Rhône par le Doubs (rivière) puis  la Saône.

### Climat
Pour des articles plus généraux, voir Climat de la Bourgogne-Franche-Comté et Climat du Doubs.
En 2010, le climat de la commune est de type climat des marges montargnardes, selon une étude du Centre national de la recherche scientifique s'appuyant sur une série de données couvrant la période 1971-2000. En 2020, Météo-France publie une typologie des climats de la France métropolitaine dans laquelle la commune est exposée à un climat semi-continental et est dans une zone de transition entre les régions climatiques « Vosges » et « Jura ». 
Pour la période 1971-2000, la température annuelle moyenne est de 9,8 °C, avec une amplitude thermique annuelle de 17,5 °C. Le cumul annuel moyen de précipitations est de 1 197 mm, avec 11,2 jours de précipitations en janvier et 10,5 jours en juillet. Pour la période 1991-2020, la température moyenne annuelle observée sur la station météorologique de Météo-France la plus proche, « Dorans », sur la commune de Dorans à 10 km à vol d'oiseau, est de 10,9 °C et le cumul annuel moyen de précipitations est de 974,0 mm. 
La température maximale relevée sur cette station est de 38,1 °C, atteinte le 24 juillet 2019 ; la température minimale est de −16 °C, atteinte le 20 décembre 2009,,. 
Les paramètres climatiques de la commune ont été estimés pour le milieu du siècle (2041-2070) selon différents scénarios d'émission de gaz à effet de serre à partir des nouvelles projections climatiques de référence DRIAS-2020. Ils sont consultables sur un site dédié publié par Météo-France en novembre 2022.

## Urbanisme

### Typologie
Au 1er janvier 2024, Exincourt est catégorisée grand centre urbain, selon la nouvelle grille communale de densité à 7 niveaux définie par l'Insee en 2022.
Elle appartient à l'unité urbaine de Montbéliard, une agglomération inter-départementale dont elle est une commune de la banlieue,. Par ailleurs la commune fait partie de l'aire d'attraction de Montbéliard, dont elle est une commune du pôle principal,. Cette aire, qui regroupe 137 communes, est catégorisée dans les aires de 50 000 à moins de 200 000 habitants,.

### Occupation des sols
L'occupation des sols de la commune, telle qu'elle ressort de la base de données européenne d’occupation biophysique des sols Corine Land Cover (CLC), est marquée par l'importance des territoires artificialisés (85,7 % en 2018), en augmentation par rapport à 1990 (83,4 %). La répartition détaillée en 2018 est la suivante : 
zones urbanisées (52,6 %), zones industrielles ou commerciales et réseaux de communication (33,1 %), zones agricoles hétérogènes (12,6 %), prairies (1,6 %). L'évolution de l’occupation des sols de la commune et de ses infrastructures peut être observée sur les différentes représentations cartographiques du territoire : la carte de Cassini (XVIIIe siècle), la carte d'état-major (1820-1866) et les cartes ou photos aériennes de l'IGN pour la période actuelle (1950 à aujourd'hui).

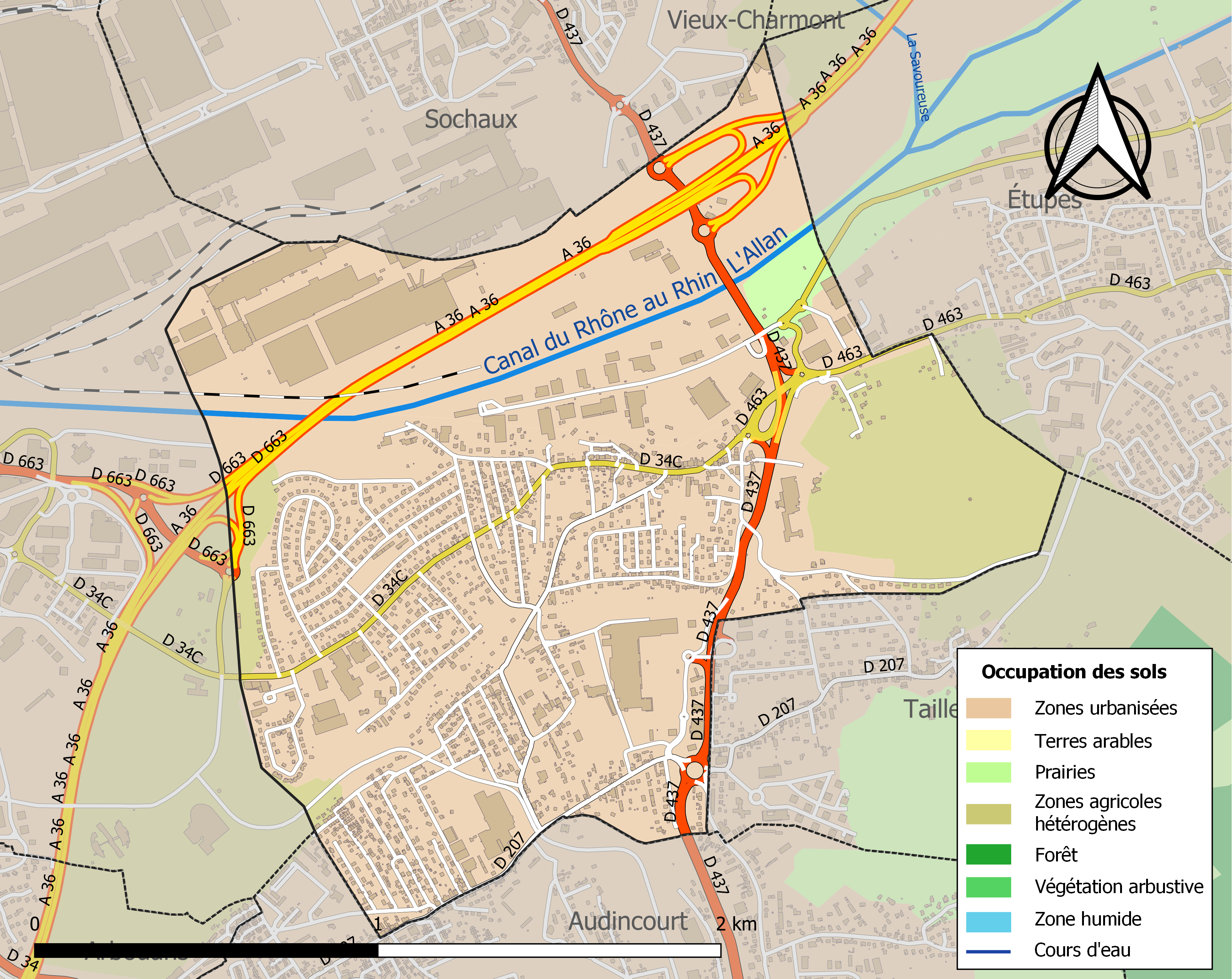
Carte des infrastructures et de l'occupation des sols de la commune en 2018 (CLC).

## Toponymie
Le nom de la localité est attesté sous les formes Assincort en 1150 ; Exincort en 1160 ; Exincurt en 1162 ; Assincort en 1188 ; Syncort en 1189 ; Asuncorth en 1255 ; Hessincort en 1258 ; Assincort en 1275 ; Hazicort en 1556 ; Essincourt en 1592 ; Exincourt depuis 1616.
Du nom de personne germanique Ansuinus (NPAG, I, 39b), suivi du bas latin cortem « cour de ferme, ferme, exploitation rurale ».
L'introduction du graphe x dans l'élément Exin- résulte de la pratique des copistes du Moyen Âge de retranscrire le double s par un x.
En patois , la commune est dénommée  : Assincouë, Essincouë.[réf. nécessaire]

## Histoire
Exincourt appartenait au comté de Montbéliard,  rattaché à la France en 1793.
Les mines de fer, exploitées par des galeries de faible profondeur, ont été exploitées jusqu'en 1885, après une trentaine d'années d'exploitation.
L'une des branches du tramway de la Vallée d'Hérimoncourt desservait la commune de 1904 à 1932, favorisant le déplacement des ouvriers et des marchandises. Trois stations étaient déserrvies : Repos, Exincourt-village et Filatures.
L'horlogerie ferme en 1925.

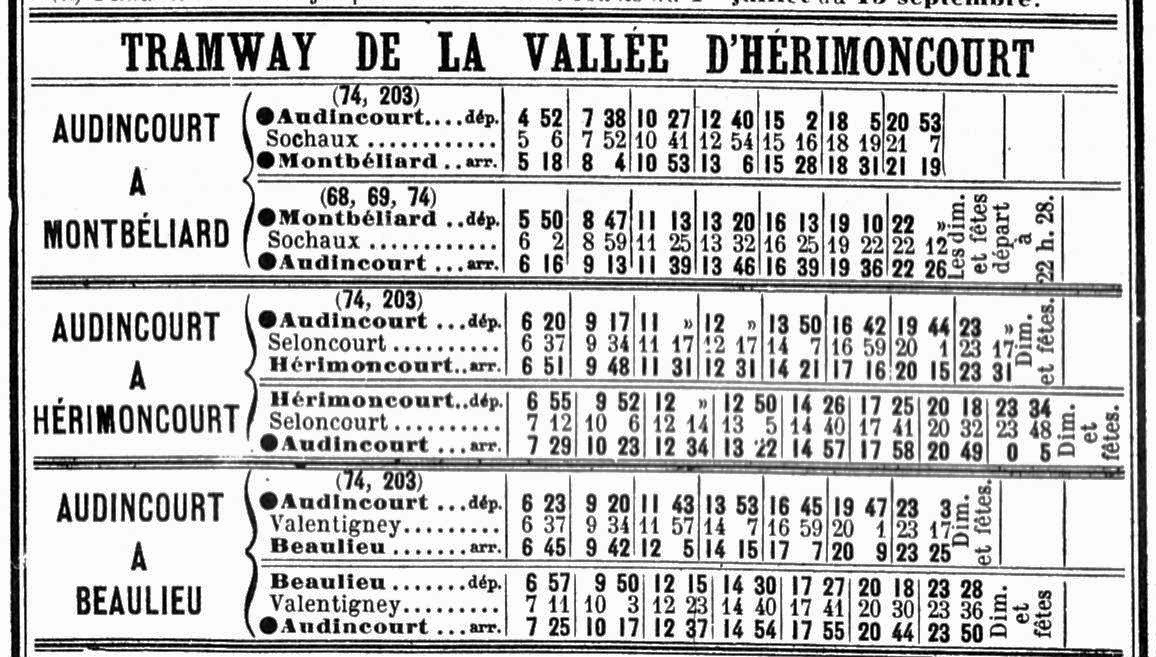
Horaires du tramway de la Vallée d'Hérimoncourt en mai 1914.

En 1893 sont fondées les filatures fondées par les frères Philippe et Marcel Japy. L'entreprise,  qui a employé jusqu’à 370 personnes en 1930 et fabriqué journellement  9 000 km de fil, a fermé en 1989.
L'agriculture décroit dans la deuxième moitié du XXe siècle, passant de 15 exploitations en 1955, 7 en 1966 et 2 en 1980. La dernière exploitation cesse son activité en 1992.

## Politique et administration

### Tendances politiques et résultats
Au premier tour des élections municipales de 2014 dans le Doubs, la liste DVD menée par le maire sortant Jean Cuynet obtient la majorité absolue des suffrages exprimés, avec 894 voix (56,36 %, 18 conseillers municipaux élus dont 2 communautaires), battant largement celle DVG menée par  Claude Nicoletti, qui a obtenu 692 voix (43,63 %, 5 conseillers municipaux élus), lors d'un scrutin où 32,12 % des électeurs se sont abstenus.
Au premier tour des élections municipales de 2020 dans le Doubs, la liste PS  menée par Magali Duvernois obtient la majorité absolue des suffrages exprimés, avec 583 voix (58,53 %, 19 conseillers municipaux élus dont 2 communautaires), battant largement celle SE menée par Josiane Sanseigne — soutenue par le maire sortant  Jean Cuynet  qui ne se représentait pas — qui a obtenu 413 voix (41,46 %, 4 conseillers municipaux élus), lors d'un scrutin marqué par la pandémie de Covid-19 en France où 56,52 % des électeurs se sont abstenus.

## Population et société

### Démographie
L'évolution du nombre d'habitants est connue à travers les recensements de la population effectués dans la commune depuis 1793. Pour les communes de moins de 10 000 habitants, une enquête de recensement portant sur toute la population est réalisée tous les cinq ans, les populations de référence des années intermédiaires étant quant à elles estimées par interpolation ou extrapolation. Pour la commune, le premier recensement exhaustif entrant dans le cadre du nouveau dispositif a été réalisé en 2005.

En 2022, la commune comptait 3 273 habitants, en évolution de +1,33 % par rapport à 2016 (Doubs : +1,88 %, France hors Mayotte : +2,11 %).
| 1793 | 1800 | 1806 | 1821 | 1831 | 1836 | 1841 | 1846 | 1851 |
| ---- | ---- | ---- | ---- | ---- | ---- | ---- | ---- | ---- |
| 213  | 241  | 237  | 262  | 327  | 344  | 321  | 344  | 330  |

| 1856 | 1861 | 1866 | 1872 | 1876 | 1881 | 1886 | 1891 | 1896 |
| ---- | ---- | ---- | ---- | ---- | ---- | ---- | ---- | ---- |
| 317  | 339  | 352  | 381  | 392  | 349  | 341  | 342  | 329  |

| 1901 | 1906 | 1911 | 1921 | 1926  | 1931  | 1936  | 1946  | 1954  |
| ---- | ---- | ---- | ---- | ----- | ----- | ----- | ----- | ----- |
| 494  | 471  | 677  | 995  | 1 282 | 2 566 | 2 343 | 2 303 | 2 735 |

| 1962  | 1968  | 1975  | 1982  | 1990  | 1999  | 2005  | 2006  | 2010  |
| ----- | ----- | ----- | ----- | ----- | ----- | ----- | ----- | ----- |
| 3 763 | 4 317 | 4 185 | 3 776 | 3 445 | 3 309 | 3 236 | 3 228 | 3 164 |

| 2015  | 2020  | 2022  | - | - | - | - | - | - |
| ----- | ----- | ----- | - | - | - | - | - | - |
| 3 214 | 3 245 | 3 273 | - | - | - | - | - | - |

### Enseignement
Un centre de formation d’apprentis de l’Industrie (CFAI) fonctionne dans les locaux libérés par le CIPES.

### Santé
L'hôpital le plus proche est l'hôpital Nord Franche-Comté situé à Trévenans, dans le Territoire de Belfort (département voisin), entre Belfort et Montbéliard,.

## Économie
La commune accueille quatre  zones d’activités industrielles ou commerciales, ainsi qu'un hypermarché.

## Culture locale et patrimoine

### Lieux et monuments
- La demeure dite Château Sattler, du XVIIIe siècle inscrite aux monuments historiques en 1984.
- Le temple. La vieille église, devenue temple, avait subi les outrages du temps et des hommes. Elle fut réparée après 1588, puis encore en 1685 - 1688. Mais on procéda entre 1738 et 1741 à une réédification complète du sanctuaire. Devenu trop petit, il fut complètement reconstruit en 1845 - 1846 et inauguré le 28 avril 1847 dans son aspect actuel[16].
- La chapelle Notre-Dame

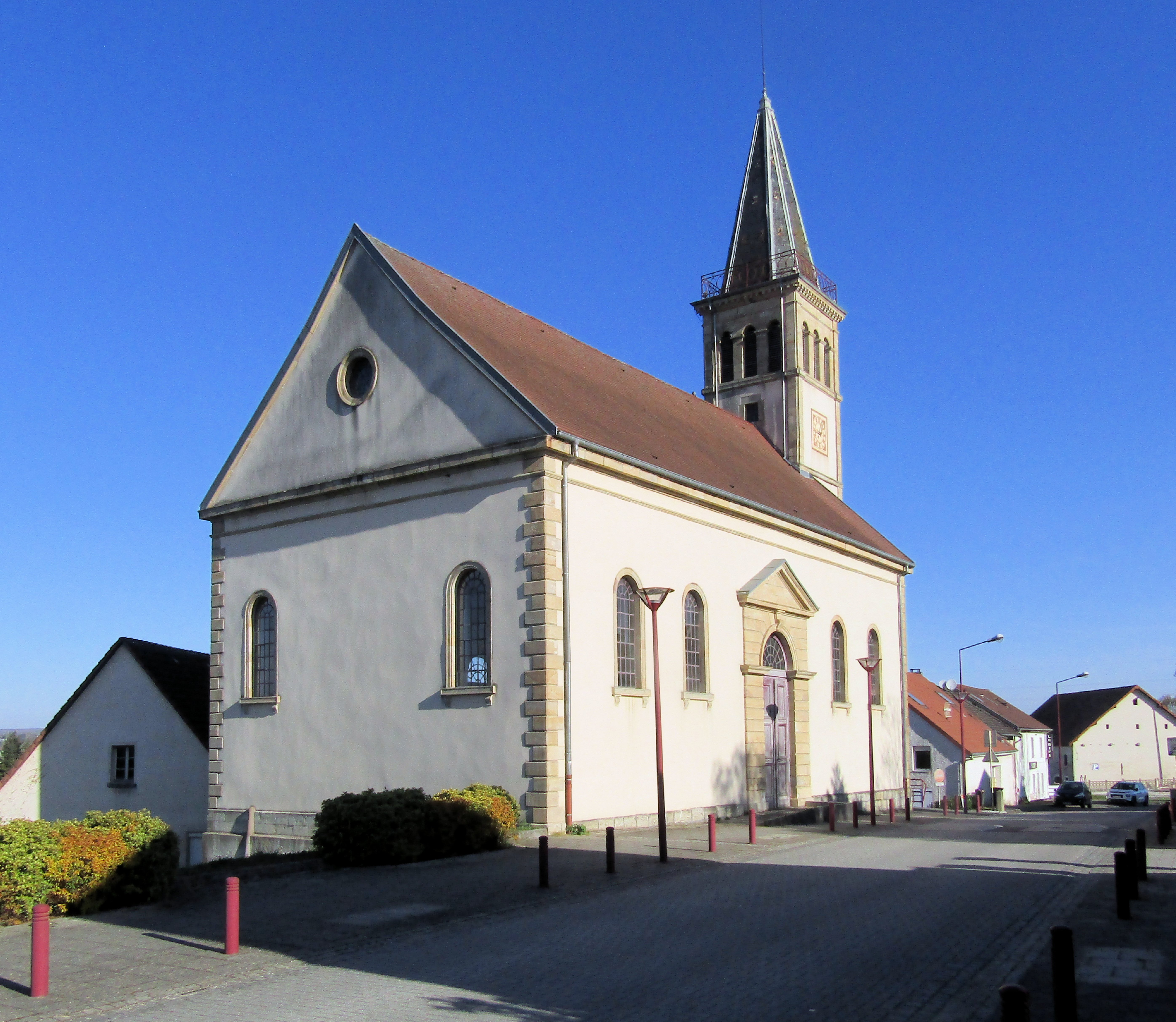
Temple protestant.
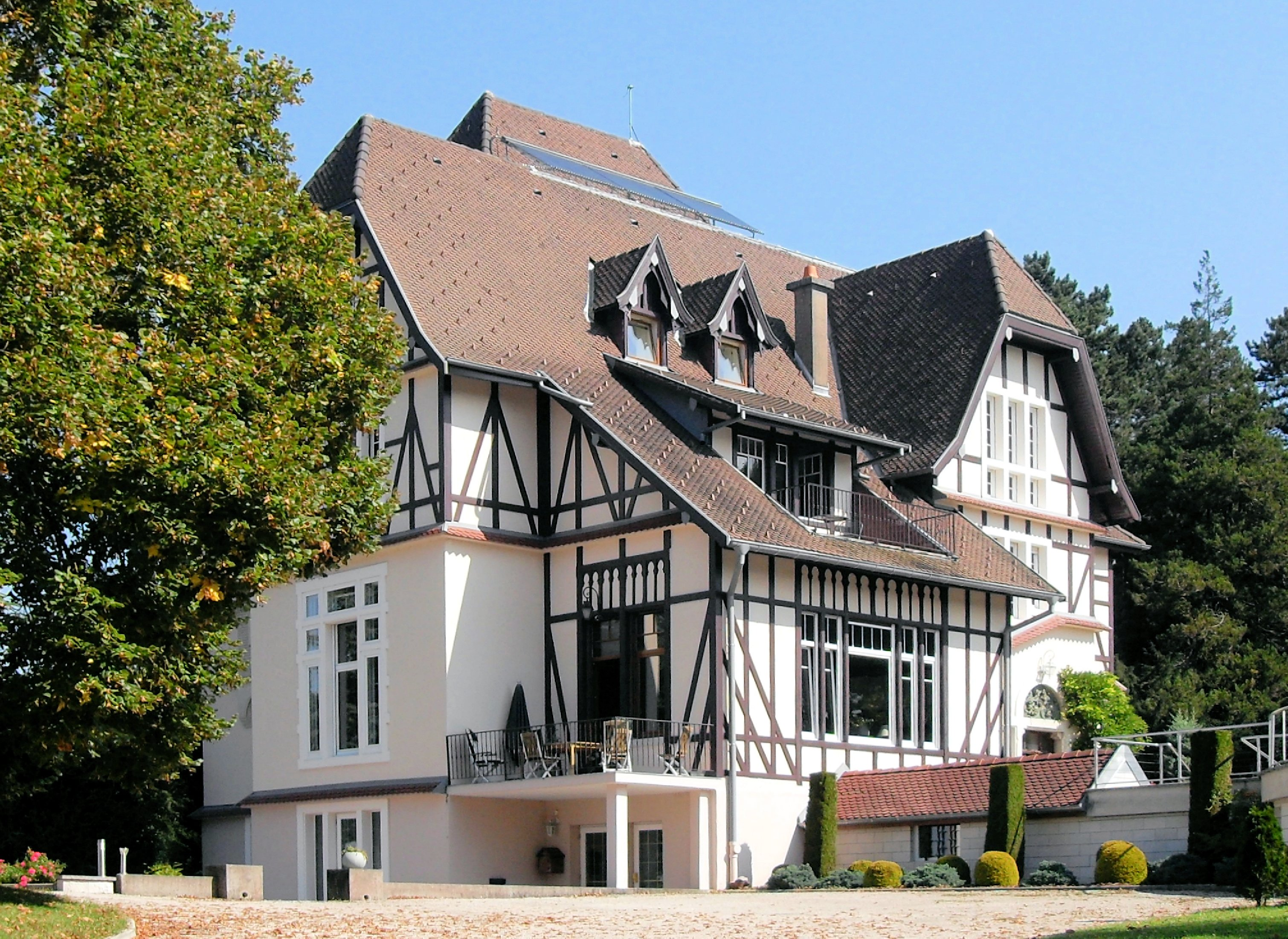
Château Sahler.
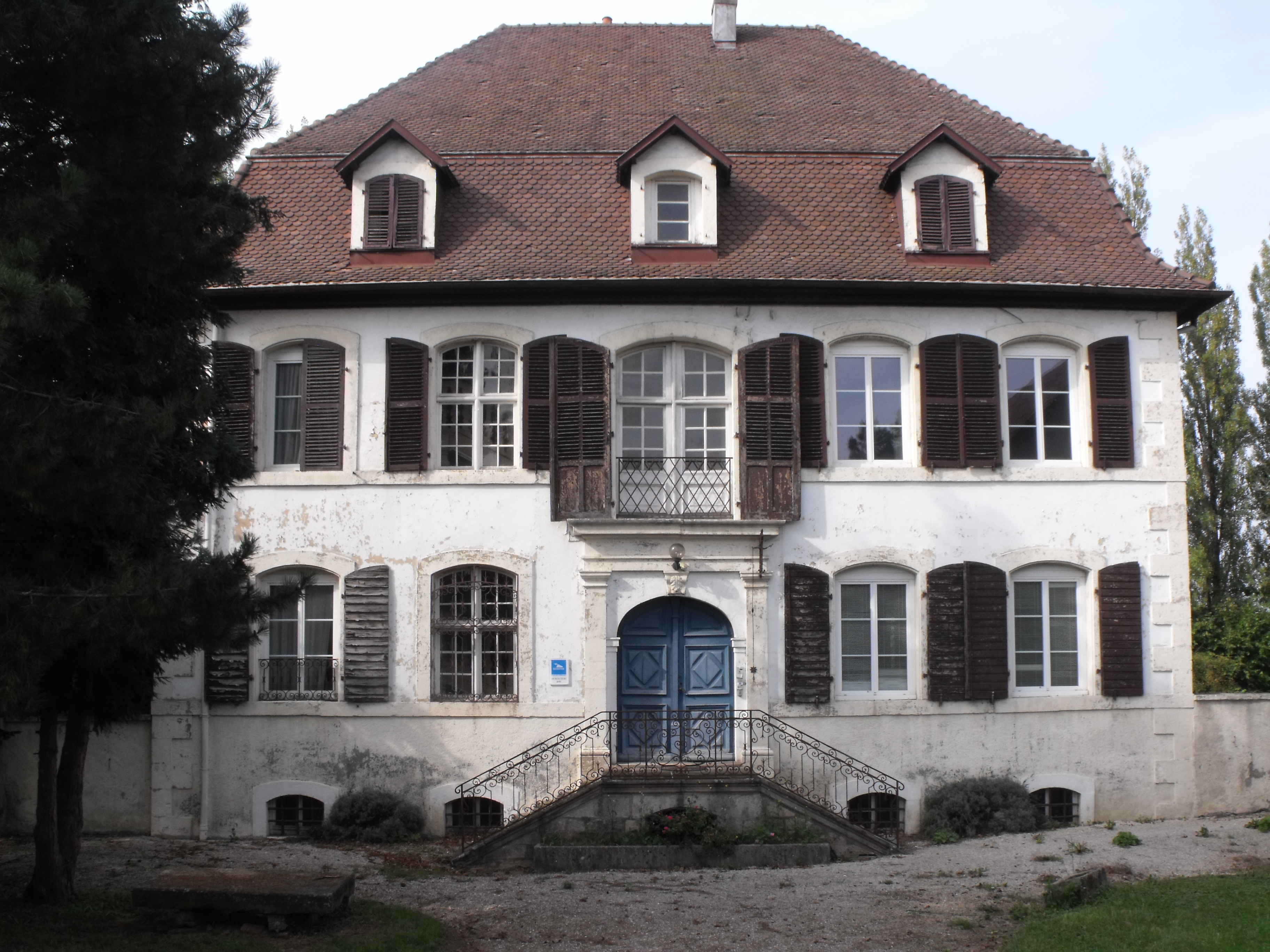
Château Sattler.
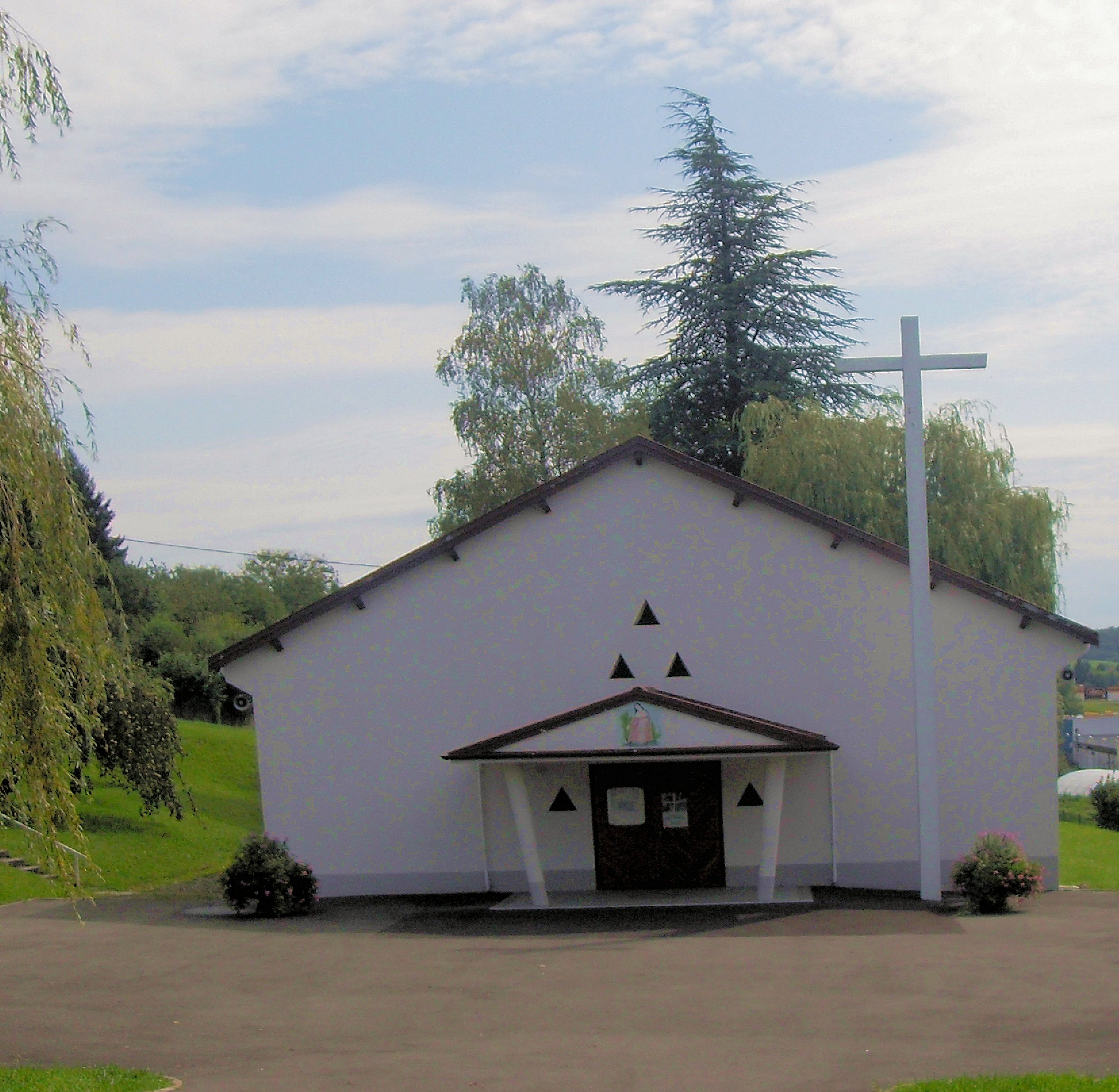
Chapelle Notre-Dame.

### Personnalités liées à la commune
- Jacques Fatton, né le 19 décembre 1925 à Exincourt, footballeur international suisse ayant joué pour le Servette FC et l'Olympique lyonnais.
- Claude Nicolas, né le 21 septembre 1941 à Exincourt, athlète ayant battu le record du monde du 4 × 1 500 mètres en 14 min 49 s en 1965 avec ses compères français, Vervoort, Jazy et Wadoux et ayant été sélectionné 17 fois dans l'équipe tricolore.

### Héraldique
| Blason de Exincourt | Blason  | Écartelé au 1) d’argent aux trois billettes d’or rangées en barre, au 2) d’or aux trois colombes montantes d’argent posées et rangées en bande, au 3) d’or au sénat (insigne) d’argent, au 4) d’argent au pic de mineur contourné adextré d’une gerbe et senestré d’une bobine le tout d’or, sur le tout de gueules aux deux bars adossées d’or. |
| Blason de Exincourt | Détails | Le statut officiel du blason reste à déterminer. |